# Magic Park Land
 (janvier 2021).
Magic Park Land est un parc d'attractions français, situé entre Carry-le-Rouet et Ensuès-la-Redonne, dans les Bouches-du-Rhône, ouvert en 2003 à la suite du rachat de Eldorado City. Le parc compte plus de quarante attractions.

## Attractions et zone thématique

### Attractions
Le parc compte en 2012 plus de vingt attractions et connaît un essor depuis 2005 avec l'arrivée de la chenille, en 2007 avec deux nouveautés : les tacots et le bateau pirate, et en 2010 avec deux nouveautés : crazy fly et Route 66. En 2011, babyland et speedy sont les deux nouveautés. Pour 2012, deux nouveautés : juke box et baby boat.
| Nom                     | Constructeur   | Type                          | État        | Date         |
| ----------------------- | -------------- | ----------------------------- | ----------- | ------------ |
| Frisbee                 | Far Fabbri     | Frisbee                       | En fonction | Juin 2017    |
| Rainbow                 | Huss Rides     | Rainbow                       | En fonction | Mars 2016    |
| Strom                   | Pinfari        | Montagnes russes assises      | En fonction | Avril 2015   |
| Bateau pirate           | Huss Rides     | Bateau à bascule              | En fonction | 2007         |
| Les rapides de l'ouest  | Reverchon      | Bûches                        | En fonction |              |
| Magic mystery house     | Mack Rides     | Train fantôme "Feux follets"  | En fonction |              |
| Formula One             | Far Fabbri     | Montagnes russes tournoyantes | En fonction | Mai 2013     |
| Red Baron               | Zamperla       | Manège avion                  | En fonction | Mai 2013     |
| Tour Infernale          | SBF Visa Group | Tour de chute                 | En fonction | Avril 2014   |
| Autos-Tamponneuses      | Reverchon      | Auto tamponneuse              | En fonction | Mars 2016    |
| Les bateaux tamponneurs |                | Auto tamponneuse sur l'eau    | En fonction |              |
| Lucky Corral            | Soquet         | Chevaux Galopants             | En fonction |              |
| Crazy fly               |                | Chaises volantes              | En fonction | Mi-mars 2010 |
| Route 66                |                | Circuit automobile            | En fonction | Mi-mars 2010 |
| Les tacots              |                | Circuit de vieilles voitures  | En fonction | 2007         |
| Le toboggan             |                | Toboggan gonflable            | En fonction | Avril 2019   |
| Rodéo                   |                | Taureau mécanique             | En fonction | Mars 2016    |
| Speedy                  |                | Paratrooper                   | En fonction | Mi-mars 2011 |
| Babyland                |                | Espace de jeux pour enfants   | En fonction | Mi-mars 2011 |
| Juke box                |                | Trabant-Wipeout               | En fonction | Mars 2012    |
| Baby boat               |                | Circuit aquatique             | En fonction | Mars 2012    |
| Grande roue             |                | Grande roue                   | En fonction |              |
| La samba ballon         |                | Manège tournant               | En fonction |              |
| Le Kangourou            |                | Manège à bascule              | En fonction |              |
| Le Jumper Dog           |                | Manège sautant                | En fonction |              |
| Le Shark Coaster        |                | Roller coaster                | En fonction |              |

### Attractions disparues
| Nom         | Constructeur        | Type                      | Dates       | État Actuel      |
| ----------- | ------------------- | ------------------------- | ----------- | ---------------- |
| La chenille | DAL Amusement Rides | Montagnes russes junior   | 2005 - 2018 | Démontée en 2018 |
| Eden Rail   | S.D.C.              | Montagnes russes en métal | 2004 - 2014 | Démonté en 2014  |
| Enterprise  | Huss Rides          | Enterprise                | 2003 - 2015 | Retiré en 2015   |
| Sombrero    |                     | Chaises volantes          | 2003 - 2010 | Détruit en 2010  |

## Informations économiques
Le parc est exploité par la société Delaguila.